# SnatchBot
SnatchBot software er et gratis cloud-baseret chatbot skabelsesværktøj, der er designet til sociale netværk.

## Historie
SnatchBot, der blev grundlagt i 2015 af Henri Ben Ezra og Avi Ben Ezra, er en af de nye teknologivirksomheder, der stammer fra Herzliya Pituach i Israel.
I juli 2017 sponsorerede SnatchBot Chatbot-topmødet, der blev holdt i Berlin, Tyskland. I december 2017 har over 30 millioner slutbrugere været involveret med chatbots, der er bygget på SnatchBot platformen. 

## Serviceydelser
SnatchBot hjælper brugere med at bygge bots til Facebook Messenger, Skype, Slack, SMS, Twitter og andre sociale netværksplatforme. SnatchBot tilbyder også gratis Natural Language Processing modeller. Sammen med virksomhedens machine learning værktøjer, tillader denne platform skabelsen af chatbots, der kan analysere brugerens intentioner. 